# HD221072
HD221072 — хімічно пекулярна зоря спектрального класу
F1 й має видиму зоряну величину в смузі V приблизно  8,3.